# 지금 우리 학교는 2
《지금 우리 학교는 2》은 넷플릭스에서 2026년 공개 예정인 대한민국의 좀비 드라마이다.

## 공개 전 정보
- 노골적인 시즌 2 암시와, 오징어 게임의 첫 주 차 기록을 뛰어넘는 시청 시간 때문에 시즌 2 제작은 기정사실이라는 반응이 많다. 그 때문인지 시즌 2에서는 시즌 1에서 아쉬웠던 부분을 보완하고 아직 풀지 못한 의문점을 시원하게 해결해 줬으면 하는 의견이 주를 이룬다.

- 2022년 2월 7일 인터뷰에서, 이재규 감독은 "시즌 2를 할 수 있다면 좋겠지만, 여러 상황들도 있고, 어떻게 될지는 상황을 봐야 할 것 같다. 많은 분들이 시즌 1을 사랑해 주시고 좋아해 주시면 가능하지 않을까 희망이 있다. 이야기 자체가 시즌 2를 염두에 두고 설정한 것들이 있어서, 시즌 2가 나온다면 조금 더 재미있고 확장된 이야기가 되지 않을까 싶다. 시즌 1이 인간들의 생존기라면 시즌 2는 좀비들의 생존기가 될 것 같은 느낌이 있다"라고 밝혔다.

- 유튜브에 시즌2 트레일러가 올라와 화제가 되기도 했는데 이는 사실 '좀비스쿨' 이라는 2014년 영화를 짜집기한 페이크 영상으로 밝혀졌다. 향후 해당 영상은 'Fanmade Trailer' 라고 제목이 수정되었다.

- 2022년 3월 21일 해외 기사를 통해 넷플릭스에서 2023년 시즌 2 방영을 계획하고 있다는 소식을 전했다. 제작 기간을 감안해 2023년 연말 방영이 예상되며, 시즌 1 주요 출연진 및 제작진 모두 참여할 것 같다는 내용도 덧붙였다.

- 2022년 5월 26일 넷플릭스가 공개한 Geeked Week 2022 라인업에 지우학이 포함되었다. 오리지널 작품들의 스틸컷, 예고편, 새로운 시즌 소식, 배우 인터뷰 등을 내놓는 자리인 만큼 시즌 2 가능성이 높아졌다고 볼 수 있다. 이미 다수의 해외 언론에서는 이 행사를 통해 시즌 2 제작이 공식 발표될 것임을 점치고 있는 분위기이다.

- 2022년 6월 7일, 넷플릭스 Geeked Week 2022를 통해 시즌 2 제작이 확정되었다. 함께 공개된 영상에서 시즌 1 주연을 맡은 윤찬영, 박지후, 로몬, 조이현이 등장함에 따라 시즌 2에도 이들이 그대로 출연할 것으로 보인다.

## 등장인물
- 생존자
  - 남온조 - 박지후
  - 장하리 - 하승리
  - 박미진 - 이은샘
  - 서효령 - 김보윤
  - 이수혁 - 로몬
  - 양대수 - 임재혁
  - 송재익 - 이규형
  - 전호철 - 박재철
  - 조달호 - 조달환
  - 박은희 - 배해선
  - 세빈이 - 안세빈
- 실험체
  - 민은지 - 오혜수
  - 이진수 - 이민구
  - 이재준 - 박지열
- 이뮨
  - 최남라 - 조이현
- 불명
  - 이청산 - 윤찬영
  - 이병찬 - 김병철
  - 윤귀남 - 유인수
- 등장 예정
  - 양세은 - (미상)
  - 이정은 - (미상)
  - 강효정 - (미상)
  - 이재용 - (미상)
  - 남용필 - (미상)
  - 안진철 - (미상)
  - 김홍구 - (미상)
  - 이나연 - 이유미
  - 한경수 - 함성민
  - 오준영 - 안승균
  - 김지민 - 김진영
  - 윤이삭 - 김주아
  - 장우진 - 손상연
  - 박선화 - 이상희
  - 남소주 - 전배수
  - 청산이 엄마 - 이지현

## 설정

### 효산시/효산고등학교
지우학 시리즈 내에 등장하는 가상의 학교이다.

### 요나스 바이러스
감염자
1. 체온이 비정상적으로 내려감.
2. 눈이 충혈되고 시야가 붉게 변함.
3. 코피, 피가 흘러나올수 있는 곳에 피가 흘러나옴.
4. 환각/환청
5. 심정지

이모탈
- 윤귀남
- 민은지

이뮨
- 최남라

불명
- 이청산
- 이병찬

## 시즌 1 주제
좀비 바이러스가 시작된 학교에 고립되어 구조를 기다리던 학생들이 살아남기 위해 함께 손잡고 사투를 벌이는 이야기를 담은 넷플릭스 시리즈

## 줄거리

### 프롤로그
좀비가 사라지고, 남라와 만난 생존자, 그리고 그들과 어떤일이 벌어질까..……. 다들 죽는다..?

## 상태
- 남온조 - 생존 상태
- 최남라 - 이뮨 상태
- 이청산 - 불명 상태
- 이수혁 - 생존 상태
- 양대수 - 생존 상태
- 서효령 - 생존 상태
- 박미진 - 생존 상태
- 장하리 - 생존 상태
- 송재익 - 격리 상태
- 전호철 - 격리 상태
- 박은혜 - 격리 상태
- 세빈이 - 격리 상태

## 기타
- 넷플릭스 오리지널 한국 시리즈 중 첫 두 시즌이다.